# Phalangogonia sperata
Phalangogonia sperata är en skalbaggsart som beskrevs av Sharp 1877. Phalangogonia sperata ingår i släktet Phalangogonia och familjen Rutelidae. Inga underarter finns listade i Catalogue of Life.